# 졸라만 샤르셴베코프
졸라만 나자르베코비치 샤르셴베코프(키르기스어·러시아어: Жоламан Назарбекович Шаршенбеков, 1999년 9월 29일~)는 키르기스스탄의 레슬링 선수이다. 올림픽에 2회 참가했고 2024년 하계 올림픽 그레코로만형 밴텀급 부문에서 동메달을 획득했다. 또한 세계 선수권 대회 2회 우승(2022-23), 2회 준우승을 차지했다.